# Jugra-Brücke
Die Jugra-Brücke (russisch Югорский мост Jugorski most) über den Ob liegt 14 km westsüdwestlich des Stadtzentrums von Surgut im sibirischen Teil von Russland. Sie ist eine zweispurige Schrägseilbrücke und mit 2070 Metern Länge (nach anderen Angaben 2110 Meter) eine der längsten dieses Typs in Sibirien. Die Brücke wurde nach fünfjähriger Bauzeit im Jahr 2000 fertiggestellt und im September des Jahres für den Autoverkehr freigegeben. Die Hauptspannweite beträgt 408 Meter und ist die längste für eine einmastige Schrägseilbrücke. Sie verläuft nahezu in Nord-Süd-Richtung und kreuzt den Fluss im rechten Winkel.
Die Brücke dient dem Autoverkehr. Die Föderale Straße P 401 führt gen Südwesten zur 50 Kilometer entfernten Nachbarstadt Neftejugansk.
Parallel zu dieser Neukonstruktion befindet sich 50 Meter östlich eine Eisenbahnbrücke aus Stahl in Fachwerkbauweise.
Auf der südlichen Uferseite befindet sich unmittelbar westlich neben der Straßentrasse ein Museum, das den Bau der Brücke dokumentiert.

## Galerie

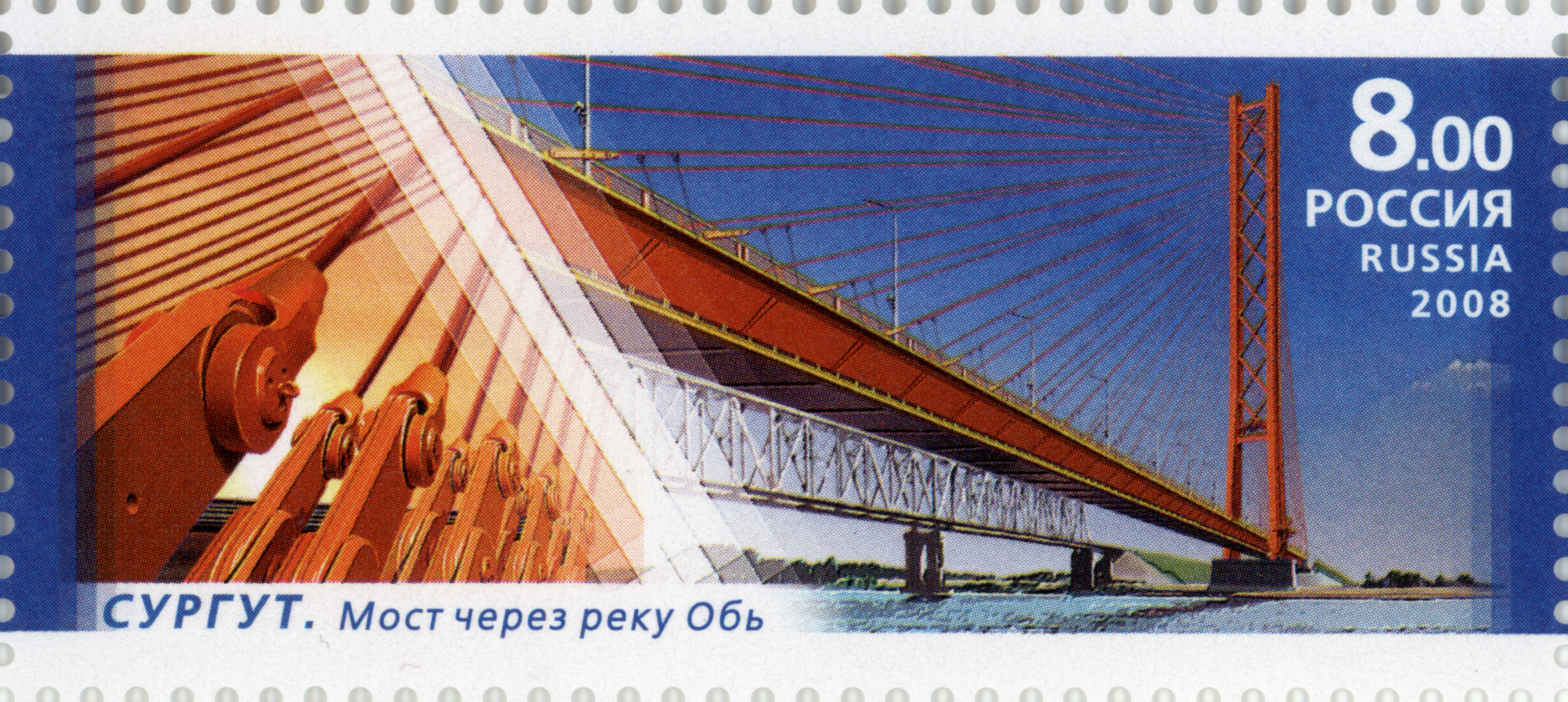
Die Brücke mit der benachbarten Eisenbahnbrücke auf einer russischen Briefmarke
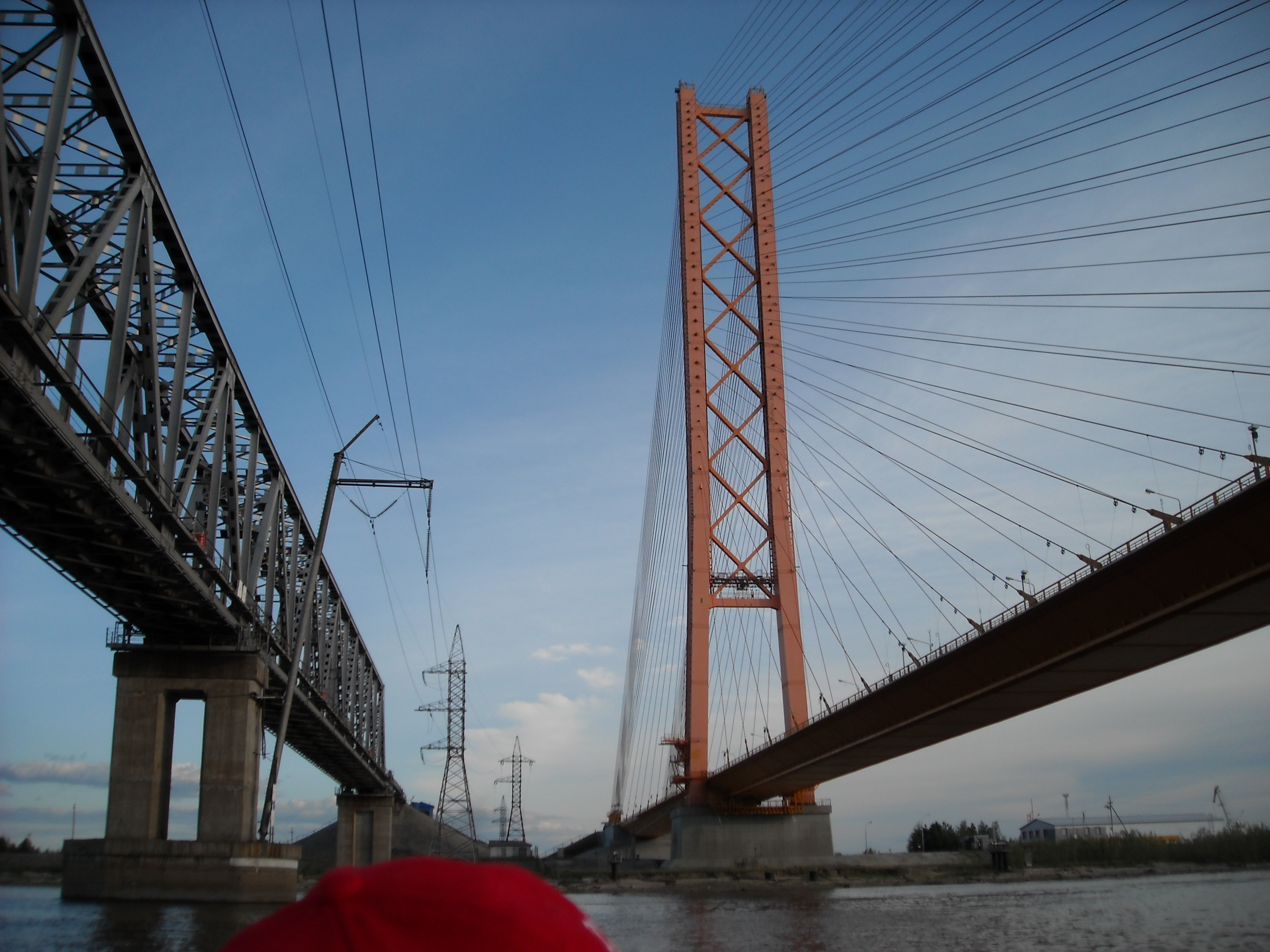
Die beiden Brücken über den Ob
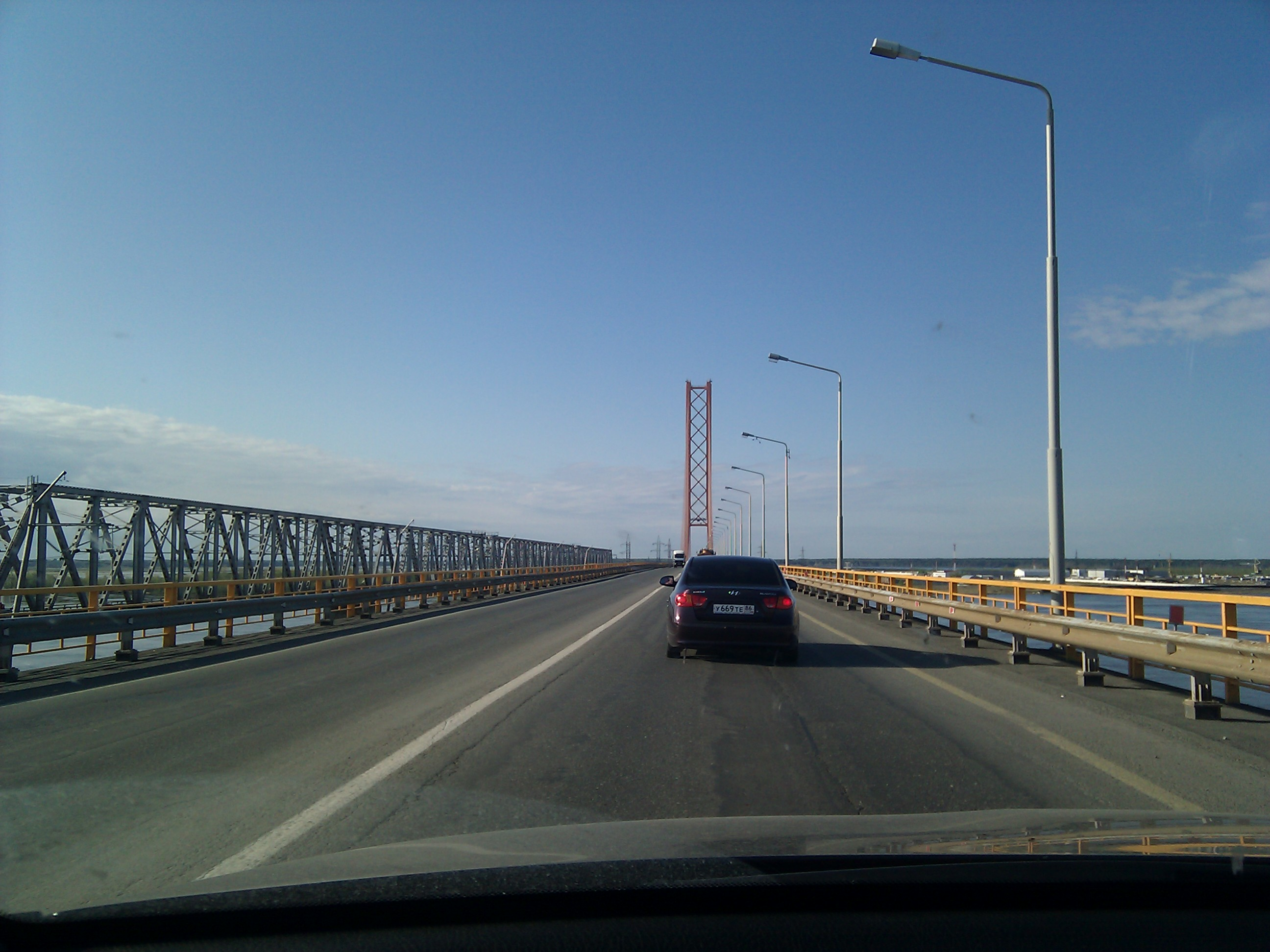
Straßenansicht